# Laguna Radián
La laguna Radián es un depósito natural de agua dulce emergente de origen pluvial ubicado dentro del Parque nacional Huascarán, en la Cordillera Blanca en el lado este del Callejón de Huaylas, dentro de la provincia de Huaraz en Áncash, Perú. 

## Ubicación
Radián está localizada a una altitud de 3899 m s.n.m. en el distrito de Independencia en la provincia de Huaraz del departamento de Áncash. Se encuentra al sureste del centro poblado de Chawin.
El camino de acceso tiene una longitud de 3,5 km desde el centro poblado de Paria Willkawain y pasa por el centro poblado de Recrish.

## Galería de imágenes

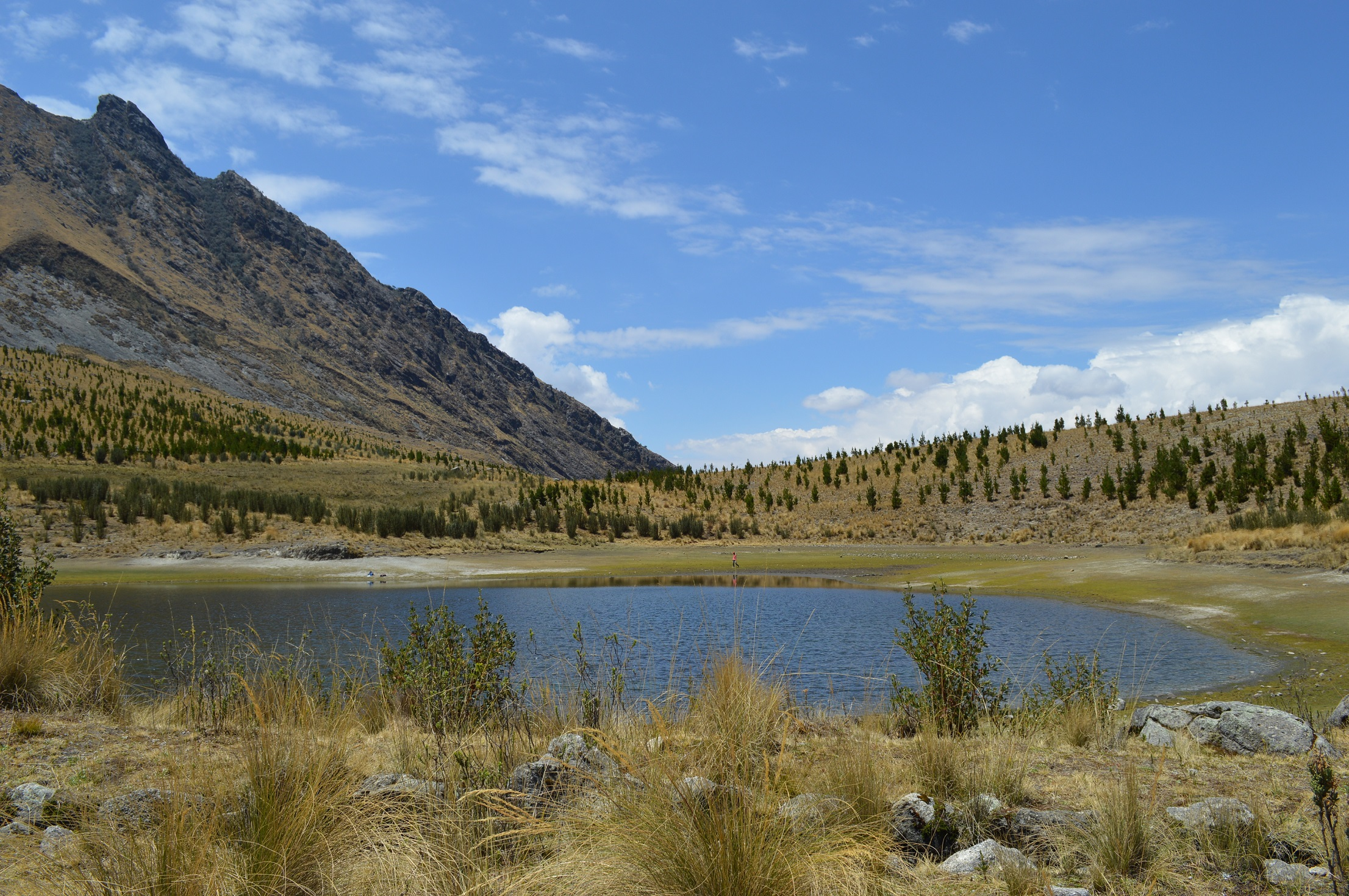
Laguna Radián, vista hacia el sur.
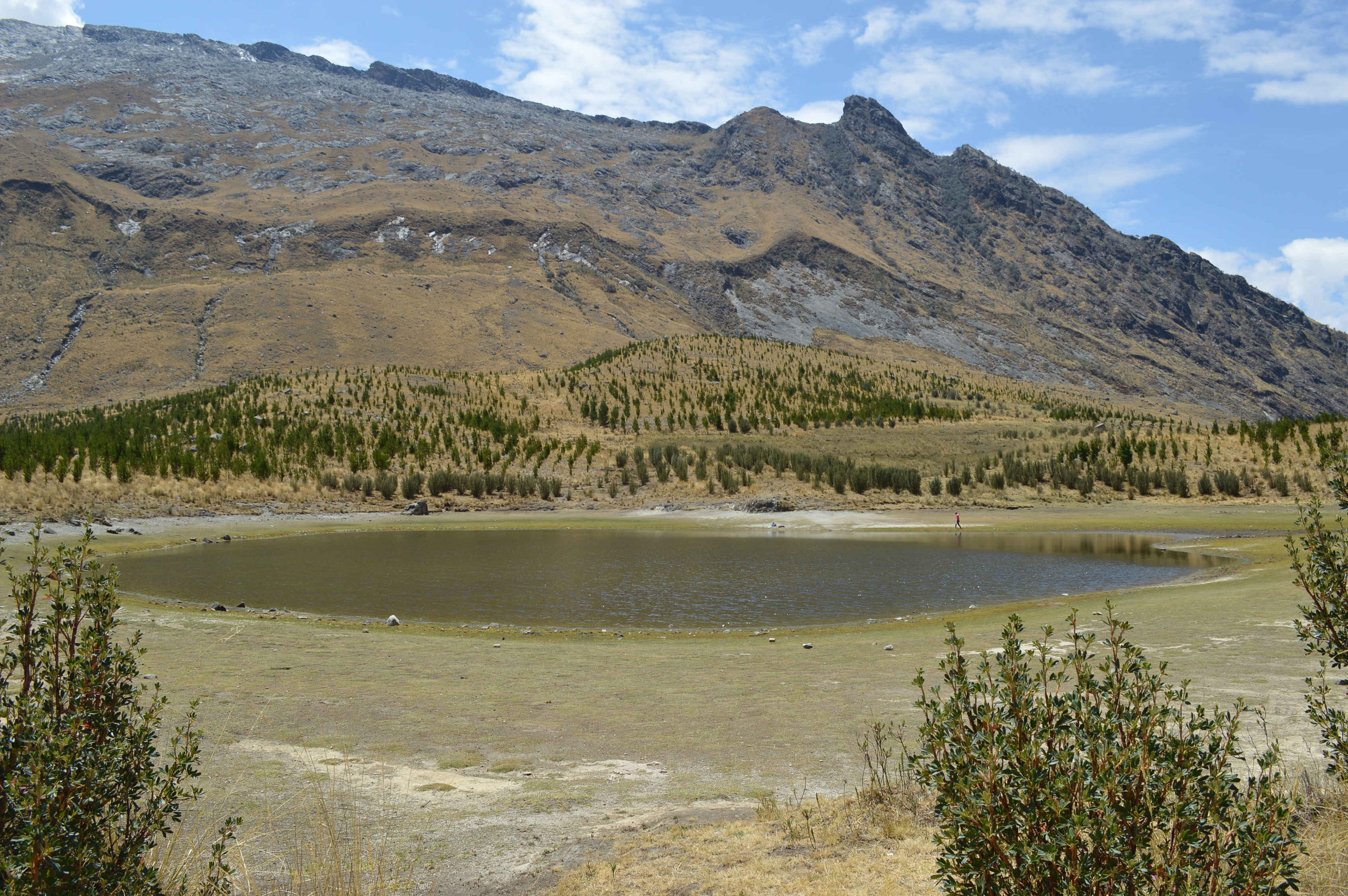
Plano general de la laguna Radián, vista hacia el sudeste, con el cerro San Cristóbal.